# ایدلیلد پارک (اورگن)
ایدلیلد پارک (به انگلیسی: Idleyld Park) یک منطقهٔ مسکونی در ایالات متحده آمریکا است که در شهرستان داگلاس، اورگن واقع شده‌است. ایدلیلد پارک ۲۳۵٫۹۲ متر بالاتر از سطح دریا واقع شده‌است.